# Paolo Montero
Paolo Rónald Montero Iglesias, född 3 september 1971 i Montevideo, är en uruguayansk före detta fotbollsspelare som spelade som mitt/vänsterback. Han spelade bland annat för Peñarol, Atalanta och Juventus. Karriären i Juventus var den mest framgångsrika. Han kom till klubben under säsongen 1996–97 och bildade då backpar med Ciro Ferrara - en duo som gick under namnet difesa di ferro (försvaret av järn). Montero var känd för sin förmåga att kunna läsa spelet och sin aggressiva spelstil som gjorde honom till den spelare i Serie A med flest röda kort (16 i serie A, 21 totalt i Italien).
Smeknamnet Pigna fick Montero efter ett knytnävsslag mot Interspelaren Luigi Di Biagio, den 3 december 2000.
Paolo är son till den före detta fotbollsspelaren Julio Montero Castillo, även han spelare för Uruguays landslag, bland annat under Sydamerikanska mästerskapet 1967, VM 1970 i Mexiko samt VM 1974 i Västtyskland.

## Meriter
Juventus FC
- Serie A: (4) 1996/97, 1997/98, 2001/02, 2002/03 (Juventus blev fråntaget sin titel 2004/05 pga Calciopoli-skandalen)
- Italienska supercupen: (3) 1997, 2002, 2003
- Uefa Super Cup: 1996
- Interkontinentala cupen: 1996
- Intertotocupen: 1999